# Tolo Channel
Tolo Channel (kinesiska: 赤門海峽, 赤门海峡) är ett sund i Hongkong (Kina). Det ligger i den nordöstra delen av Hongkong. 